# Glaucofana
La glaucofana es un mineral del grupo de los Silicatos, subgrupo Inosilicatos anfíboles. Es un aluminosilicato de sodio, hierro y magnesio, con distintas proporciones entre ellos dando lugar a las numerosas variedades de este mineral, que forman una serie de solución sólida entre la que podríamos llamar glaudofana "pura", en la que todo el hierro está sustituido por magnesio, y la variedad ferroglaucofana, en la que el hierro sustituye totalmente al magnesio. La ferroglaucofana es más densa y algo más oscura.
Fue descrita en 1845 por el mineralogista alemán  Johann Friedrich Ludwig Hausmann. El término hace referencia a su color azul característico para su identificación, pues deriva del griego antiguo γλαυκός (glaukos) o del latín glaucus (verde pálido, azul claro o gris; ver la palabra "glauco") y de phanein, brillo, que se traduciría como "azul que aparece". Como localidad tipo se considera la isla griega de Syros.

## Ambiente de formación
La glaucofana se forma en rocas metamórficas que son especialmente ricas en sodio, o bien que han experimentado un metamorfismo de baja temperatura y alta presión, tal como el que podría encontrarse en una zona de subducción donde la roca es empujada con una fuerte presión pero no es calentada ya que no se introduce en dirección al manto terrestre. Es el color de la glaucofana lo que le da su nombre a la facies de esquistos azules.
También se puede encontrar la glaucofana en rocas ecoglitas, formadas por metamorfismo a enorme presión a partir de rocas que han subdicido en profundidad bajo los continentes.

## Localización y extracción
En los esquistos del Piamonte (Italia) se han encontrado enormes cristales de color azul claro. También abunda en Estados Unidos, Francia, Noruega y Kazajistán. En España se puede encontrar en las anfibolitas de las cordilleras Béticas.
Mineral de gran interés científico, puesto que su presencia es indicativa de las condiciones metamórficas a las que estuvieron sometidas las rocas que lo contienen.